# Штеруси
Штеруси (словац. Šterusy) — село, громада округу П'єштяни, Трнавський край. Кадастрова площа громади — 11.08 км².
Населення 496 осіб (станом на 31 грудня 2020 року).

## Географія
Протікає Штеруський потік.

## Історія
Штеруси згадуються 1262 року.

## Населення
| Рік:            | 1994. | 2004.   | 2014.   | 2024.   |
| --------------- | ----- | ------- | ------- | ------- |
| Кількість осіб: | 516   | 515     | 504     | 463     |
| Різниця:        |       | -0,19 % | -2,13 % | -8,13 % |

| Рік:            | 2023. | 2024.   |
| --------------- | ----- | ------- |
| Кількість осіб: | 468   | 463     |
| Різниця:        |       | -1,06 % |